# کاریستوس
کاریستوس (به لاتین: Karystos) یک شهرک در یونان است که در Karistos Municipality واقع شده‌است.